# 60. Infanterie-Division (Wehrmacht)
La 60. Infanterie-Division (mot) è una divisione motorizzata dello Heer. Costituita nel 1940 a partire dalla 60. Infanterie-Division, venne completamente distrutta nella battaglia di Stalingrado, nel febbraio 1943. I suoi resti andarono a costituire la Panzergrenadier-Division Feldhernalle.

## Origini
Le origini della 60. si possono far risalire alla fine degli anni trenta. In questo periodo venne istituita la Brigade Eberhardt (nota anche con i nomi di Sonderverband Danzig e Gruppe Eberhardt), dal nome del suo primo comandante, il maggior generale Friedrich-Georg Eberhardt. Si trattava di un'unità costituita soprattutto da membri delle Sturmabteilung e della Landespolizei Danzig.
La Brigade Eberhardt venne utilizzata durante la campagna di Polonia, dove si distinse nella presa dell'ufficio postale di Danzica. Nel 1939, venne usata come base per la costituzione di una divisione di fanteria regolare, la 60. Infanterie-Division.
Questa grande unità, sempre sotto il comando di Eberhardt, prese parte alla campagna di Francia. Nell'agosto 1940, la 60. Infanterie venne trasformata in divisione motorizzata.

## Storia
La 60. Infanterie-Division (mot) prese parte a tutte le principali azioni della Wehrmacht sul continente europeo. Dopo la conclusione delle operazioni in Francia, l'unità venne trasferita nei Balcani, e tra l'aprile ed il novembre 1941 venne impiegata in operazioni in Jugoslavia. Successivamente, fu inviata di rinforzo in Russia, e schierata sul lato meridionale del fronte orientale.
Nel novembre 1942, la 60. Infanterie fu utilizzata nella Battaglia di Stalingrado. Rimasta intrappolata nella sacca, la divisione venne completamente distrutta nel febbraio 1943, con la resa della 6. Armee del feldmaresciallo Friedrich Paulus.
Inizialmente, l'alto comando tedesco pensava di ricostituire la divisione come panzergrenadier. In dettaglio, avrebbe dovuto chiamarsi 60. Panzergrenadier-Division. Tuttavia, si decise di creare, con i resti della 60. Infanterie, la Panzergrenadier-Division Feldherrnhalle.

## Comandanti
- Tenente generale Friedrich-Georg Eberhardt (agosto 1940 – 15 maggio 1942)
- Tenente generale Otto Kohlermann (15 maggio 1942 – novembre 1942)
- Maggior generale Hans-Adolf von Arenstorff (novembre 1942 – febbraio 1943)

## Ordine di battaglia
1939 - Brigade Eberhardt
- Danziger Landespolizei Regiment 1 (reggimento di polizia)
- Danziger Landespolizei Regiment 2
- Artillerie Abteilung (battaglione di artiglieria)

1940 - 60. Infanterie-Division
- 92. Infanterie-Regiment (reggimento fanteria)
- 243. Infanterie-Regiment (ex Danziger Landespolizei Regiment 1)
- 244. Infanterie-Regiment (ex Danziger Landespolizei Regiment 2)
- 160. Artillerie-Regiment (ex Artillerie Abteilung della Brigade Eberhardt)
- 160. Pionier-Bataillon (battaglione del genio militare)
- 160. Kradschützen-Bataillon (motociclisti)
- 160. Aufklärungs-Abteilung (battaglione esploratori)
- 160. Infanterie-Divisions-Nachrichten-Abteilung (battaglione comunicazioni)
- 160. Infanterie-Divisions-Nachschubführer

1940 - 60. Infanterie-Division (mot)
- Stab (quartier generale)
- 92. Infanterie-Regiment, su tre battaglioni (ognuno su quattro compagnie: tre motorizzate ed una di mitraglieri), una compagnia da ricognizione (con plotone motociclisti e plotone del genio militare), una compagnia di artiglieria motorizzata, un plotone motociclisti e sussistenza;
- 120. Infanterie-Regiment su tre battaglioni (ognuno su quattro compagnie: tre motorizzate ed una di mitraglieri), una compagnia da ricognizione (con plotone motociclisti e plotone del genio militare), una compagnia di artiglieria motorizzata, un plotone motociclisti, un plotone segnalatori e sussistenza;
- 160. Kradschützen-Bataillon (motociclisti);
- 160. Panzerjäger-Bataillon (cacciacarri), su tre compagnie di cacciatori ed una di mitraglieri;
- 160. Aufklärungs-Bataillon (ricognizione), su tre compagnie (autoblindo, motociclisti e ricognizione pesante) ed un plotone segnalatori;
- 160. Artillerie-Regiment, su tre battaglioni (tre batterie, plotone segnalatori e centrale di tiro), plotone segnalatori e supporto meteorologico;
- 160. battaglione segnalatori
- 160. Pionier-Battaillon (genio militare)
- Unità divisionali di supporto

Nel 1943, alla 60. Infanterie-Division venne aggregato anche il 271. Infanterie-Regiment.
Nei combattimenti in cui fu coinvolta, 13 suoi uomini ricevettero la croce di cavaliere.